# Парусный спорт на летних Олимпийских играх 1900
Соревнования по парусному спорту на II летних Олимпийских играх 1900 прошли 20, 22, 24, 25 мая, 1, 5 и 6 августа во Франции — в городе Гавре и департаменте Ивелин. Были проведены состязания по нескольким дисциплинам, но статус олимпийских получили только 7 классов яхт, причём в трёх из них были разыграны сразу два комплекта медалей. Участвовали спортсмены из 6 стран.

## Медали

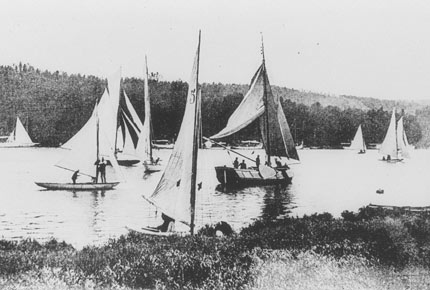
Одно из соревнований по парусному спорту на Играх

### Общий медальный зачёт
(Жирным выделено самое большое количество медалей в своей категории; принимающая страна также выделена)
| Общее количество медалей |                   |        |         |        |       |
| Место                    | Страна            | Золото | Серебро | Бронза | Всего |
| 1                        | Франция           | 5      | 9       | 10     | 24    |
| 2                        | Великобритания    | 4      | 1       | 1      | 6     |
| 3                        | Смешанная команда | 2      | 0       | 0      | 2     |
| 4                        | Германия          | 1      | 1       | 0      | 2     |
| 4                        | Швейцария         | 1      | 1       | 0      | 2     |
| 5                        | Нидерланды        | 0      | 1       | 0      | 1     |
| 6                        | США               | 0      | 0       | 1      | 1     |

### Медали
| Дисциплина (водоизмещение) | Золото                                                                                   | Серебро                                                                        | Бронза                                                                        |
| До 0,5 тонны               | Франция Пьер Жерве                                                                       | Франция Франсуа Тексье · Робер Линзелье · Огюст Тексье · Жан-Батист Шарко      | Франция Анри Монно · Леон Телье · Гастон Кайо                                 |
| До 0,5 тонны               | Франция Эмиль Сакре                                                                      | Франция Франсуа Тексье · Робер Линзелье · Огюст Тексье · Жан-Батист Шарко      | Франция Пьер Жерве                                                            |
| 0,5—1,0 тонны              | Великобритания Джон Греттон · Лорн Карри · Элджернон Модсли · Линтон Хоуп                | Франция Жак Бодрье · Жюль Валтон · Жан Ле Бре · Феликс Маркотт · Уильям Мартин | Франция Марсель Меран · Фредерик Мишле · Эжен Мишле                           |
| 0,5—1,0 тонны              | ФранцияЛуи Огюст-Дормей                                                                  | ФранцияЭжен Мишле Марсель Меран                                                | ФранцияЖак Бодрье · Жюль Валтон · Жан Ле Бре · Феликс Маркотт · Уильям Мартин |
| 1—2 тонны                  | Швейцария Бернар де Пуртале · Элен де Пуртале · Эрман де Пуртале                         | Франция Август Альберт · Дюваль · Шарль Хуго · Ф. Виламитьяна                  | Франция Жак Бодрье · Люсьен Бодрье · Дубоск · Эдуар Мантуа                    |
| 1—2 тонны                  | Германия Оттокар Вайзе · Мартин Визнер · Георг Науэ · Хайнрих Петерс                     | Швейцария Бернар де Пуртале · Элен де Пуртале · Эрман де Пуртале               | Франция Август Альберт · Дюваль · Шарль Хуго · Ф. Виламитьяна                 |
| 2—3 тонны                  | Смешанная команда Фредерик Бланши (FRA) Эдуард Уильям Иксшоу (GBR) Жак Ле Лявассье (FRA) | Франция Године · Досье · Миаляре · Сюссе                                       | Франция Де Коттиньон · Эмиль Жан-Фонтан · Фердинанд Шлаттер                   |
| 2—3 тонны                  | Смешанная команда Фредерик Бланши (FRA) Эдуард Уильям Иксшоу (GBR) Жак Ле Лявассье (FRA) | Франция Године · Досье · Миаляре · Сюссе                                       | Франция Август Донни                                                          |
| 3—10 тонн                  | Великобритания Х. Н. Джефферсон · Говард Тейлор · Эдвард Хор                             | Франция Морис Гуффле · Робер Гуффле · Шарль Гьюро · А. Дюбо · Ж. Дюбо          | США Х. Мак-Генри                                                              |
| 3—10 тонн                  | ФранцияАнри Джилардони                                                                   | НидерландыГенри Смолдерс Крис Хуйкас Ари ван дер Вельден                       | Франция Морис Гаффле А. Дюбуа Ж. Дюбуа Роберт Гаффле Шарль Гирайст            |
| 10—20 тонн                 | Франция Эмиль Бийяр · Пол Перкю                                                          | Франция Жан Деказе                                                             | Великобритания Эдвард Хор                                                     |
| От 20 тонн                 | ВеликобританияСесил Квентин                                                              | ВеликобританияСелвин Калверли                                                  | СШАГарри Ван Берген                                                           |
| Открытый класс             | Великобритания Джон Греттон · Лорн Карри · Элджернон Модсли · Линтон Хоуп                | Германия Оттокар Вайзе · Мартин Визнер · Георг Науэ · Хайнрих Петерс           | Франция Фредерик Мишле · Эжен Мишле                                           |

## Страны
В Играх приняли участие яхтсмены из 6 стран:
- Великобритания
- Германия
- Нидерланды
- США
- Франция
- Швейцария